# Gare de Hansbeke
La gare de Hansbeke (en néerlandais : station Hansbeke) est une gare ferroviaire belge de la ligne 50A, de Bruxelles-Midi à Ostende, située à Hansbeke, section de la commune de Nevele, dans la province de Flandre-Orientale en Région flamande.
Elle est mise en service en 1841 par l'administration des chemins de fer de l'État belge, le bâtiment de la gare, désormais démoli, qui date des années 1920 remplace un premier édifice détruit en 1918. C'est un arrêt sans personnel de la Société nationale des chemins de fer belges (SNCB) desservi par des trains Omnibus (L) et d'Heure de pointe (P).

## Situation ferroviaire
Établie à 9 mètres d'altitude, la gare de Hansbeke est située au point kilométrique (PK) 64,956 de la ligne 50A, de Bruxelles-Midi à Ostende, entre les gares de Landegem et de Bellem.

## Histoire
La station de Hansbeke est mise en service en 1841 par l’administration des chemins de fer de l'État belge sur la ligne de Gand à Ostende. Le 28 septembre 1853, il est procédé à l'adjudication pour le choix de l'entreprise de construction du bâtiment des recettes.
C'était une gare en briques de style vaguement néoclassique comportant un corps central rectangulaire de six travées sous bâtière et une frise en escalier aux pignons. Les percements du rez-de-chaussée étaient surmontés d'arcs bombés et ceux de l'étage avaient des arcs bombés. Deux ailes basses à toit plat (peut-être ajoutées ultérieurement) flanquaient ce bâtiment qui reçut une marquise accrochée à la façade.
Ce bâtiment fut détruit à la fin de la Première Guerre mondiale, en 1918. Il est remplacé au début des années 1920 par une nouvelle gare typique des gares de la reconstruction (toiture à demi-croupes et petites fenêtres groupées). Elle était en tous points identique à la gare voisine de Tronchiennes,.
C'était un bâtiment à la façade de briques brunes avec des bandeaux ornementaux de brique jaune. Le logement de fonction était disposé à gauche légèrement et comptait deux petites baies décalées éclairant la gage d'escalier côté rue. Une aile basse se terminant par une lucarne à pans-coupés servait de salle d'attente pour les voyageurs et comportait deux groupes de trois travées et un groupe de deux sous la lucarne.
Cette gare fut démolie en 2016 pour permettre le passage de deux voies à quatre de la ligne 50A en dépit du fait que son bâtiment de gare était classé.

## Service des voyageurs

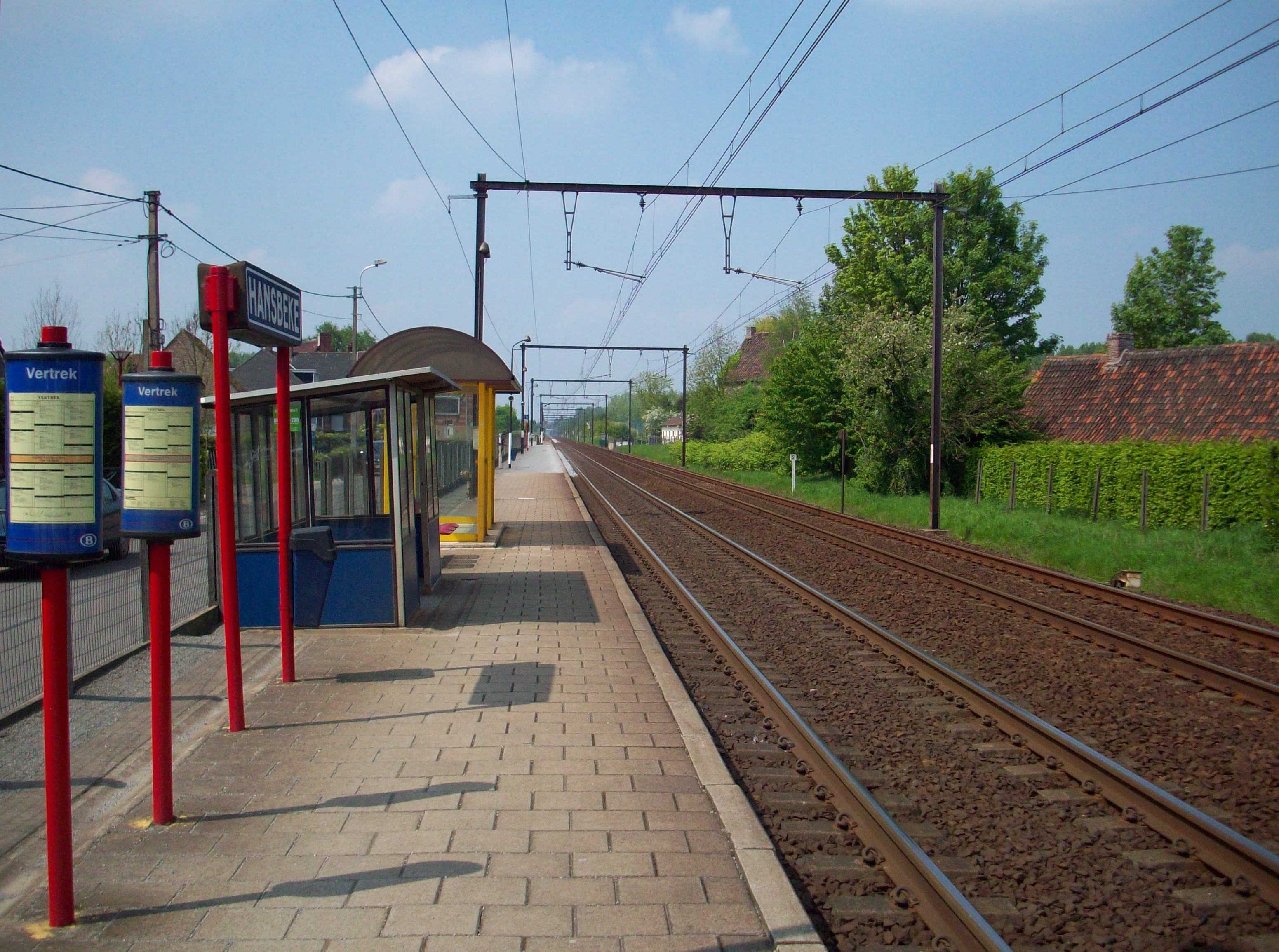
Intérieur de l'arrêt.

### Accueil
Halte SNCB, c'est un point d'arrêt non géré à accès libre. Il dispose de deux quais avec abris.
La traversée des voies s'effectue par le passage à niveau, les quais étant situés de part et d'autre de la route. Un souterrain permet également la traversée des voies près de l'ancien bâtiment voyageurs.
Lorsque les travaux de quadruplement de la ligne 50A seront finis, la traversée à niveau ne se fera plus.

### Desserte
Hansbeke est desservie par des trains Omnibus (L) et d'Heure de pointe (P) de la SNCB, qui effectuent des missions sur la ligne commerciale 50A (Bruxelles - Ostende / Blankenberge / Knokke / Zeebrugge) (voir brochure SNCB).

#### Semaine
La gare est desservie chaque heure par un train L entre Malines et Zeebrugge-Dorp (Zeebrugge-Strand en été) via Bruges, Gand-Saint-Pierre et Termonde. Se rajoutent à cette desserte : deux trains P entre Bruges et Gand-Saint-Pierre le matin, un autre vers midi et un l'après-midi ainsi qu'un train P entre Gand-Saint-Pierre et Bruges le matin, un autre vers midi et trois en fin d'après-midi.

#### Week-ends et fériés
La desserte se résume aux trains L toutes les heures, comme en semaine, limités au trajet Zeebrugge-Strand - Bruges - Gand-Saint-Pierre.

### Intermodalité
De chaque côté des voies, un parc pour les vélos et un parking pour les véhicules sont aménagés. La gare est desservie par des bus.

## Comptage voyageurs
Ce graphique et tableau montre le nombre de voyageurs embarquant en moyenne durant la semaine, le samedi et le dimanche.
| Nombre de passagers qui embarquent à la gare de Hansbeke | Nombre de passagers qui embarquent à la gare de Hansbeke | Nombre de passagers qui embarquent à la gare de Hansbeke | Nombre de passagers qui embarquent à la gare de Hansbeke |
|                                                          | Semaine                                                  | Samedi                                                   | Dimanche                                                 |
| -------------------------------------------------------- | -------------------------------------------------------- | -------------------------------------------------------- | -------------------------------------------------------- |
| 1977                                                     | 356                                                      | 71                                                       | 31                                                       |
| 1978                                                     | 365                                                      | 85                                                       | 54                                                       |
| 1979                                                     | 287                                                      | 77                                                       | 33                                                       |
| 1980                                                     | 388                                                      | 82                                                       | 77                                                       |
| 1981                                                     | 441                                                      | 113                                                      | 89                                                       |
| 1982                                                     | 376                                                      | 99                                                       | 64                                                       |
| 1983                                                     | 419                                                      | 96                                                       | 60                                                       |
| 1984                                                     | 339                                                      | 61                                                       | 57                                                       |
| 1985                                                     | 391                                                      | 97                                                       | 137                                                      |
| 1986                                                     | 339                                                      | 103                                                      | 84                                                       |
| 1987                                                     | 310                                                      | 88                                                       | 73                                                       |
| 1988                                                     | 398                                                      | 92                                                       | 63                                                       |
| 1989                                                     | 419                                                      | 64                                                       | 54                                                       |
| 1990                                                     | 427                                                      | 92                                                       | 66                                                       |
| 1991                                                     | 433                                                      | 66                                                       | 31                                                       |
| 1992                                                     | 503                                                      | 60                                                       | 37                                                       |
| 1993                                                     | 384                                                      | 93                                                       | 63                                                       |
| 1994                                                     | 321                                                      | 78                                                       | 44                                                       |
| 1995                                                     | 336                                                      | 104                                                      | 65                                                       |
| 1996                                                     | 351                                                      | 106                                                      | 62                                                       |
| 1997                                                     | 339                                                      | 74                                                       | 61                                                       |
| 1998                                                     | 246                                                      | 80                                                       | 56                                                       |
| 1999                                                     | 267                                                      | 74                                                       | 72                                                       |
| 2000                                                     | 317                                                      | 104                                                      | 60                                                       |
| 2001                                                     | 286                                                      | 92                                                       | 62                                                       |
| 2002                                                     | 268                                                      | 62                                                       | 48                                                       |
| 2003                                                     | 320                                                      | 98                                                       | 64                                                       |
| 2004                                                     | 243                                                      | 99                                                       | 52                                                       |
| 2005                                                     | 290                                                      | 86                                                       | 55                                                       |
| 2006                                                     | 289                                                      | 90                                                       | 74                                                       |
| 2007                                                     | 304                                                      | 88                                                       | 74                                                       |
| 2008                                                     | -                                                        | -                                                        | -                                                        |
| 2009                                                     | 347                                                      | 80                                                       | 51                                                       |
| 2010                                                     | -                                                        | -                                                        | -                                                        |
| 2011                                                     | -                                                        | -                                                        | -                                                        |
| 2012                                                     | 271                                                      | 94                                                       | 80                                                       |
| 2013                                                     | 290                                                      | 86                                                       | 63                                                       |
| 2014                                                     | 294                                                      | 62                                                       | 48                                                       |
| 2015                                                     | 278                                                      | 75                                                       | 75                                                       |
| 2016                                                     | 275                                                      | 72                                                       | 81                                                       |
| 2017                                                     | 252                                                      | 48                                                       | 62                                                       |
| 2018                                                     | 259                                                      | 89                                                       | 70                                                       |
| 2019                                                     | 246                                                      | 62                                                       | 62                                                       |
| 2020                                                     | 145                                                      | 45                                                       | 53                                                       |
| 2021                                                     | -                                                        | -                                                        | -                                                        |
| 2022                                                     | 333                                                      | 115                                                      | 121                                                      |
| 2023                                                     | 336                                                      | 113                                                      | 92                                                       |
| 2024                                                     | 301                                                      | 93                                                       | 96                                                       |

## Projet et travaux (2012-2016)
Dans le cadre du doublement de la ligne, l'arrêt de Hansbeke va être totalement réaménagé. La gare aura quatre voies et le passage à niveau sera remplacé par un souterrain.

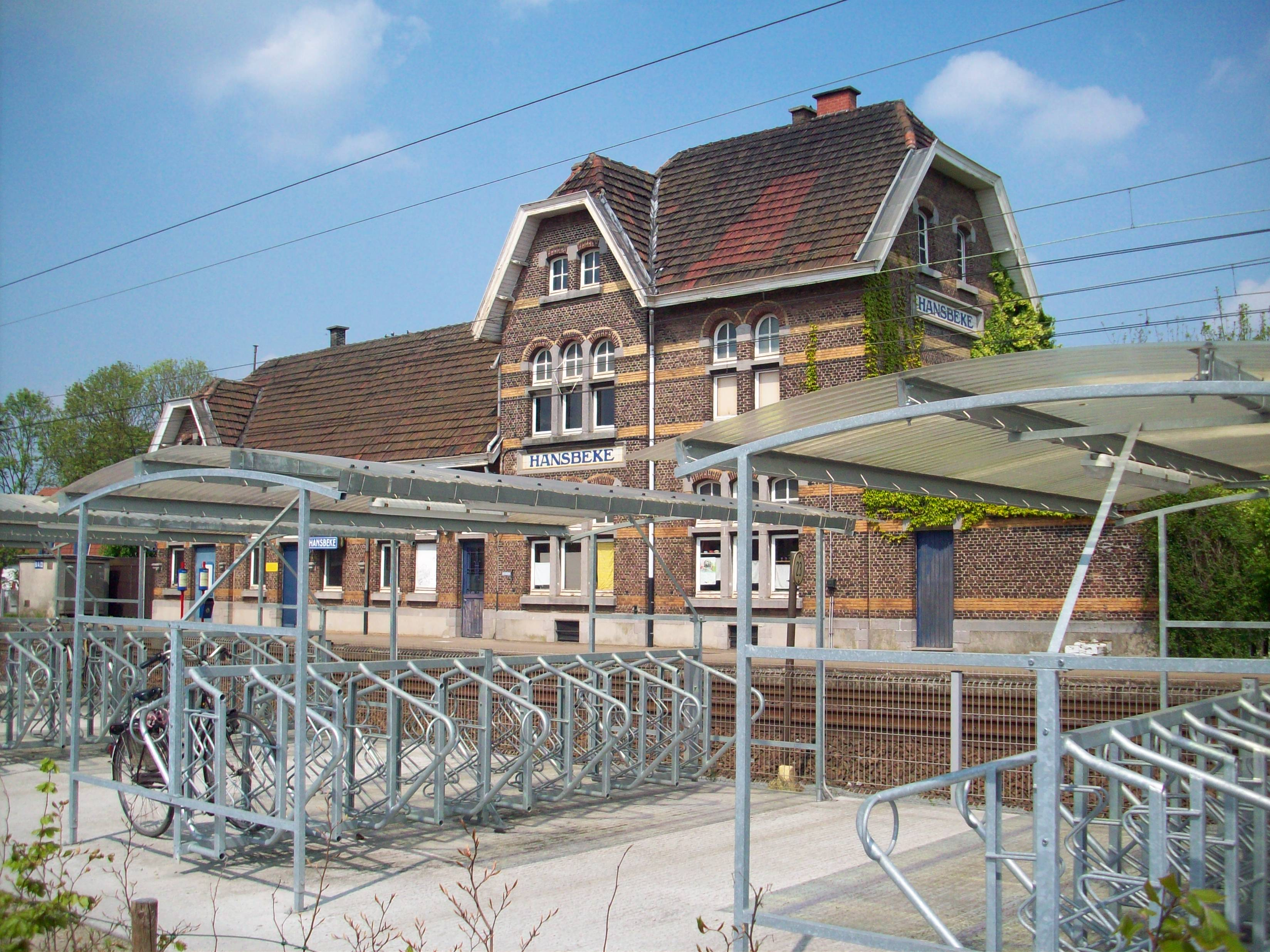
Parc à vélos
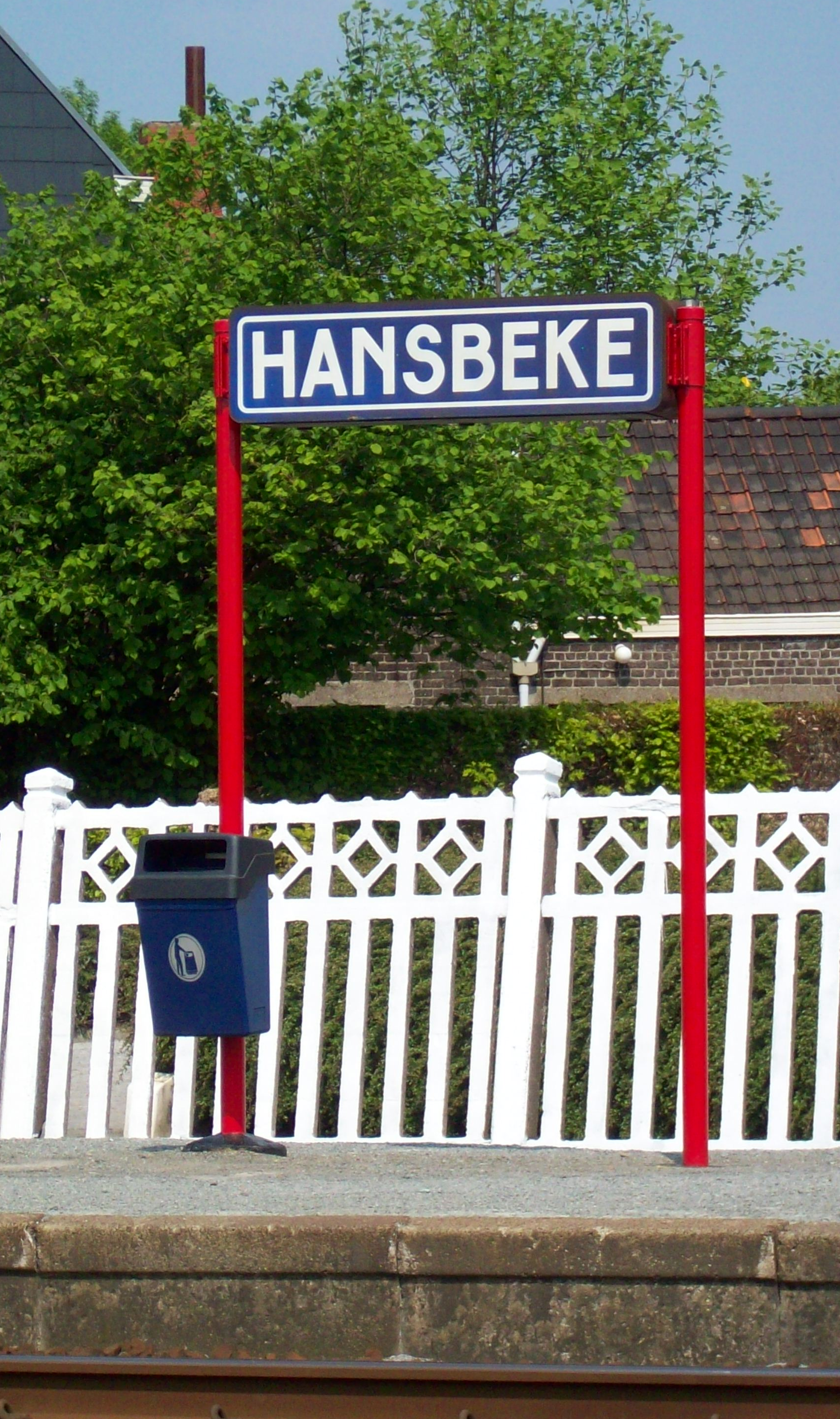
Panneau de quai
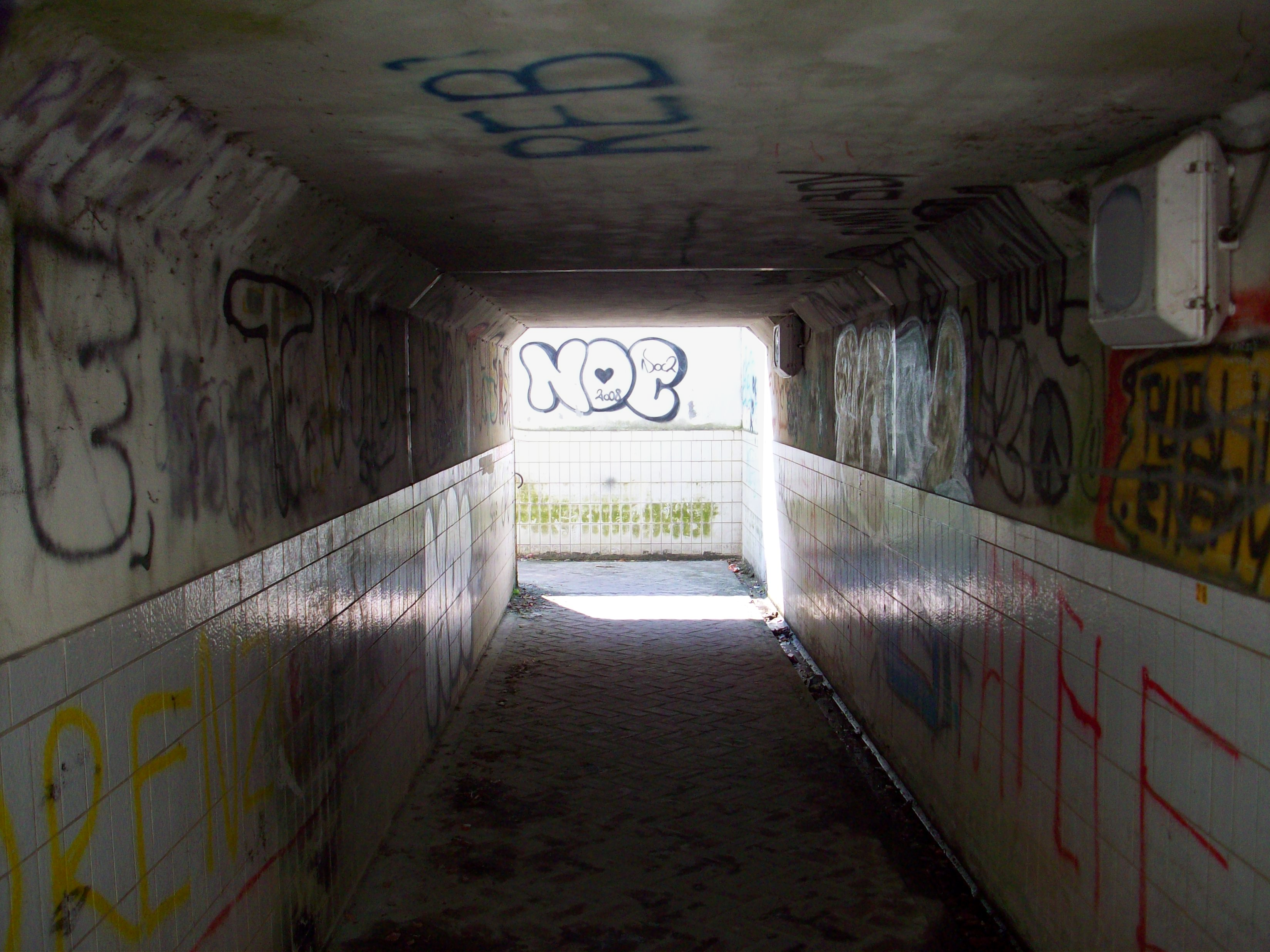
Passage souterrain